# Brenda Ann Spencer
Brenda Ann Spencer (ur. 3 kwietnia 1962 w San Diego) – amerykańska sprawczyni strzelaniny na dziedzińcu szkoły podstawowej w San Diego w 1979. Incydentu, w wyniku którego zginęły dwie dorosłe osoby, a jeden policjant i ośmioro dzieci zostało rannych, dokonała oddając strzały z okna swojego domu. W 1980 skazano ją na dożywotni pobyt w więzieniu. Incydent z jej udziałem był pierwszą strzelaniną w amerykańskiej szkole, która zyskała szeroki rozgłos w mediach. Jej czyn zainspirował przebojowy utwór I don’t like Mondays zespołu The Boomtown Rats.

## Wczesne życie
Brenda Ann Spencer urodziła się 3 kwietnia 1962 w San Diego. Jej rodzice, ojciec Wallace Spencer i matka Dot Spencer, rozwiedli się, gdy miała zaledwie 9 lat. Według zeznań Dot Spencer, przyczyną rozwodu miały być zdrady jej męża. Po rozwodzie rodziców Brenda Ann Spencer mieszkała razem z ojcem i starszym rodzeństwem, bratem Scottem Spencer i siostrą Teresą Spencer. Rodzina żyła w biedzie, Brenda Ann Spencer i jej ojciec spali wspólnie na materacu na podłodze.
Jako nastolatka uczęszczała do liceum Patrick Henry High School w San Diego. Nauczyciele opisywali ją później jako introwertyczkę, nie wykazującą zainteresowania nauką. Często miała problemy z powodu wagarowania i nieodrabiania lekcji. Z tego powodu w 1978 została skierowana do placówki dla problematycznych uczniów. Rodzice Brendy zostali wtedy poinformowani, że ich córka ma myśli samobójcze. Opiekujący się nią ojciec przyznał później, że zignorował ostrzeżenia, ponieważ nie rozumiał jak można stwierdzić u kogoś myśli samobójcze.
Ojciec nauczył ją strzelać z wiatrówki do puszek i ptaków. Wkrótce Brenda Ann Spencer zaczęła zdobywać medale w konkursach strzeleckich. Zaczęła też okazywać wrogość policjantom, grożąc im, że kiedyś chciałaby któregoś z nich zastrzelić.
Latem 1978 razem ze znajomymi ostrzelała szkołę podstawową w San Diego. Oblali też mury placówki farbą i poprzewracali ławki w klasach. W grudniu kurator sądowy skierował Brendę Ann Spencer na badanie psychiatryczne. Lekarze orzekli, że musi trafić do szpitala psychiatrycznego z powodu zaburzeń depresyjnych. Jej ojciec nie wyraził na to zgody i w tym samym roku z okazji Bożego Narodzenia podarował jej karabinek półautomatyczny Ruger 10/22 z celownikiem optycznym i pięciuset nabojami. Niedługo potem miała opowiadać znajomym, że chciałaby zrobić coś wielkiego, żeby trafić do telewizji.

## Strzelanina w szkole podstawowej w San Diego
29 stycznia 1979 dokonała strzelaniny na dziedzińcu szkoły podstawowej Cleveland Elementary School w San Diego, oddając strzały z okna swojego domu. Uczniowie szkoły podstawowej czekali przed bramą, aby wejść do środka. Pierwszą ofiarą Brendy Spencer była dziewięcioletnia Monica Selvig, którą kula trafiła w brzuch. Ośmioletnia Mary Clark także została ranna, ale zszokowana nikomu o tym nie powiedziała i poszła do klasy. Pogotowie zabrało ją po kilku godzinach. Cam Miller została trafiona w plecy, zaledwie 3 centymetry od serca. Christy Buell została trafiona w brzuch i pośladek i była w stanie krytycznym. Czwórka innych dzieci doznała lekkich obrażeń. Dyrektor Burton Wragg wyszedł z budynku, by sprawdzić, co się dzieje i został śmiertelnie postrzelony, gdy pochylił się nad leżącym rannym dzieckiem. Nauczyciel Daryl Barnes zajął się ewakuacją uczniów i poprosił sekretariat o wezwanie policji. Gdy dozorca Mike Suchar podbiegł do leżącego dyrektora, również został śmiertelnie postrzelony. Jeden z policjantów, który próbował dostać się do dyrektora szkoły został postrzelony w szyję, ale przeżył. Policja zdołała powstrzymać dalszą strzelaninę, zasłaniając dom Brendy Spencer śmieciarką. Dzieci zostały ewakuowane do ambulansów tylnymi drzwiami szkoły.
Brenda Spencer zabiła dwie dorosłe osoby oraz raniła ośmioro dzieci i jednego policjanta. Oddała tego dnia 36 strzałów z odległości około 45 metrów. Trafiła 11 razy.

## Zatrzymanie przez policję
Po strzelaninie Spencer zabarykadowała się w swoim domu i groziła policjantom, że jeśli wyjdzie na zewnątrz to zacznie do nich strzelać. Negocjacje z policją trwały sześć godzin. W tym czasie dodzwonił się do niej reporter Gus Stevens. W rozmowie z nim, zapytana o powód masakry odpowiedziała Nie lubię poniedziałków. To ożywia dzień. Gdy dziennikarz powiedział jej ile osób trafiła, odpowiedziała Tylko tyle? Byłam pewna, że więcej. W czasie negocjacji z policją powiedziała:

Zostanę tu jeszcze trochę. Chcę się jeszcze trochę pobawić. Dzieci wyglądały jak stado krów. To było naprawdę łatwe. Fajnie było patrzeć na dzieci w czerwonych i niebieskich kurtkach narciarskich. Były łatwymi celami. To było tak łatwe jak strzelanie do kaczek na jeziorze. Podobało mi się, jak zwijają się z bólu po postrzeleniu.

Spencer oddała się w ręce policji po obietnicy, że dostanie obiad z Burger Kinga. Nie była pod wpływem alkoholu, ani narkotyków.

## Proces
Brenda Ann Spencer przyznała się do dokonania morderstwa pierwszego stopnia oraz napadu z bronią w ręku. Nie okazała skruchy i przyznała, że strzelanie do dzieci sprawiało jej przyjemność.
4 kwietnia 1980 Spencer została skazana na dożywocie z możliwością ubiegania się o zwolnienie po 25 latach.

## Pobyt w więzieniu
W więzieniu zdiagnozowano u niej uszkodzenie mózgu, którego miała doznać podczas wypadku na rowerze w dzieciństwie.
W czasie pobytu w więzieniu sześciokrotnie ubiegała się o zwolnienie warunkowe. Wielokrotnie zmieniała swoją wersję wydarzeń oraz zeznania. Mówiła między innymi, że strzelała na oślep, że strzelała w samoobronie, a także twierdziła, że policja strzelała do rannych. W 1993 po raz pierwszy ubiegała się o zwolnienie warunkowe. Deklarowała wówczas, że dokonała strzelaniny pod wpływem halucynacji spowodowanych przez zażycie whisky, marihuany i tabletek. Tym zeznaniom przeczyły badania toksykologiczne zrobione po jej zatrzymaniu. W 2001 roku oskarżyła ojca, Wallace'a Spencera, o to, że pod wpływem alkoholu bił ją i wykorzystywał seksualnie. Jako swoich oprawców wskazywała także swoje starsze rodzeństwo. Jej rodzina nie przyznała się do stawianych zarzutów. Brenda Spencer powtórzyła oskarżenia, kiedy w 2005 ubiegała się o zwolnienie warunkowe. Jej zeznania były traktowane sceptycznie.

## Wpływ
Strzelanina dokonana przez Brendę Ann Spencer była pierwszą strzelaniną szkolną, która zdobyła szeroki rozgłos medialny. Niektórzy dziennikarze, tacy jak Gene Cubbinson z NBC, a także sama Brenda Ann Spencer, spekulowali, że mogła zainspirować kolejne strzelaniny w amerykańskich szkołach, które od 1979 zdarzały się coraz częściej.
Zainspirowany strzelaniną dokonaną przez Brendę Ann Spencer, autor tekstów i lider zespołu The Boomtown Rats, Bob Geldof, napisał utwór I don’t like Mondays (z ang. Nie lubię poniedziałków), który został wydany kilka miesięcy po strzelaninie, w lipcu 1979. Utwór ten znalazł się na pierwszych miejscach list przebojów w Wielkiej Brytanii i kilkudziesięciu innych krajach.